# Chiesa di San Bartolomeo (Sasso Pisano)
La chiesa di San Bartolomeo si trova a Sasso Pisano, nel comune di Castelnuovo di Val di Cecina, in provincia di Pisa.

## Descrizione
È una costruzione ottocentesca che presenta nel vano absidale, a strapiombo sulla valletta, un perimetro poligonale, con spigoli sottolineati da costoloni di mattoni e doppio ordine di aperture sulle facce.
La chiesa presenta come impiantito del cotto originale a forma esagonale. All'interno della chiesa, al di sopra della porta di ingresso è possibile ammirare l'organo ottocentesco.
Adiacente alla maestosa chiesa dedicata al Santo Bartolomeo, si trova una piccola chiesa di origine molto precedente (stimata 800 d.C.) ove osservare il tetto a travi in legno di castagno lavorate da mani sapienti e con molta cura e dedizione oltre che i mattoni al soffitto originali, rappresenta un vero spettacolo.
Adiacente alla chiesa troviamo un caratteristico campanie medievale, ancora utilizzato dagli abitanti per scandire il tempo al suono delle campane.

## Galleria d'immagini

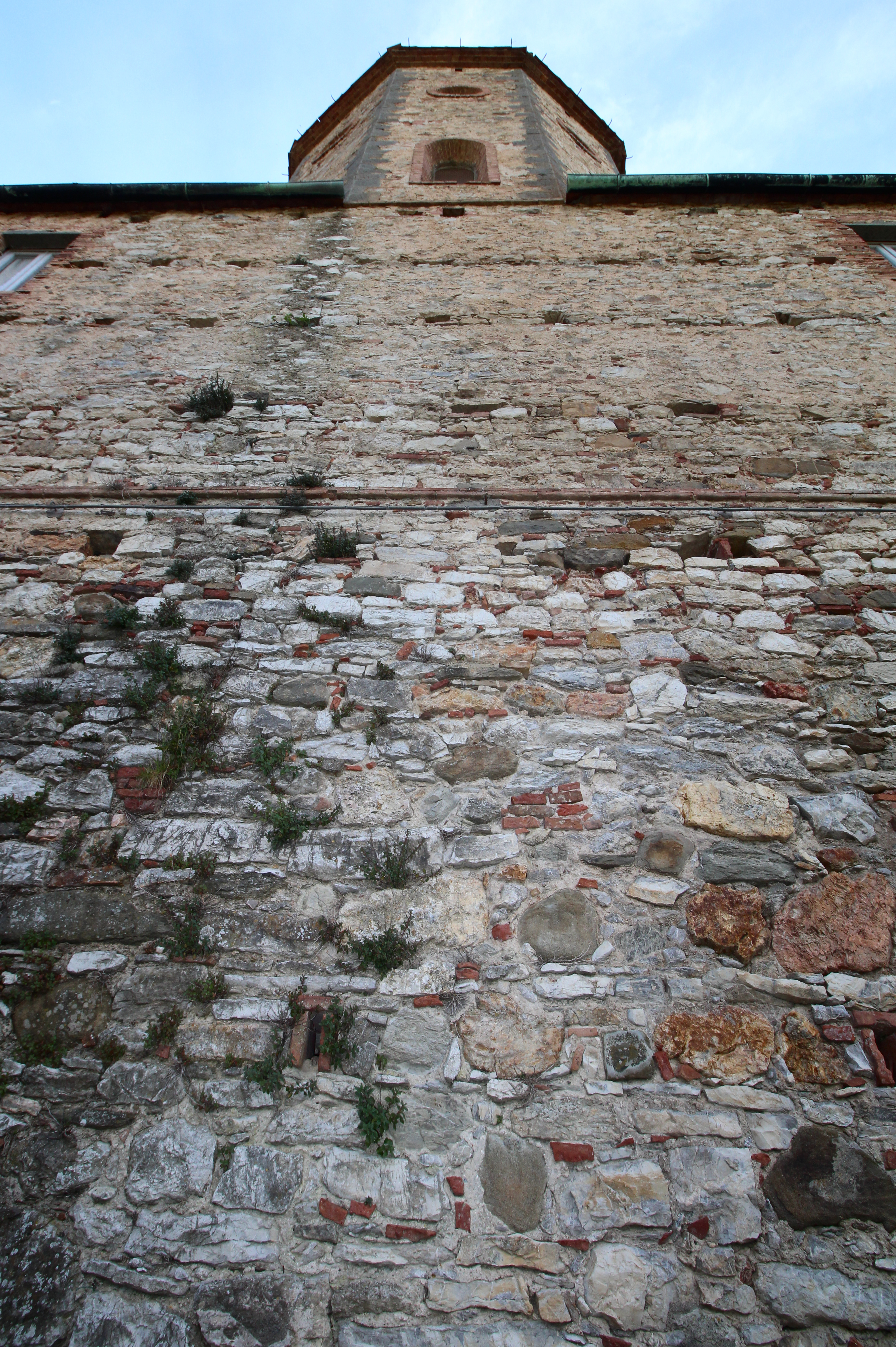
Abside
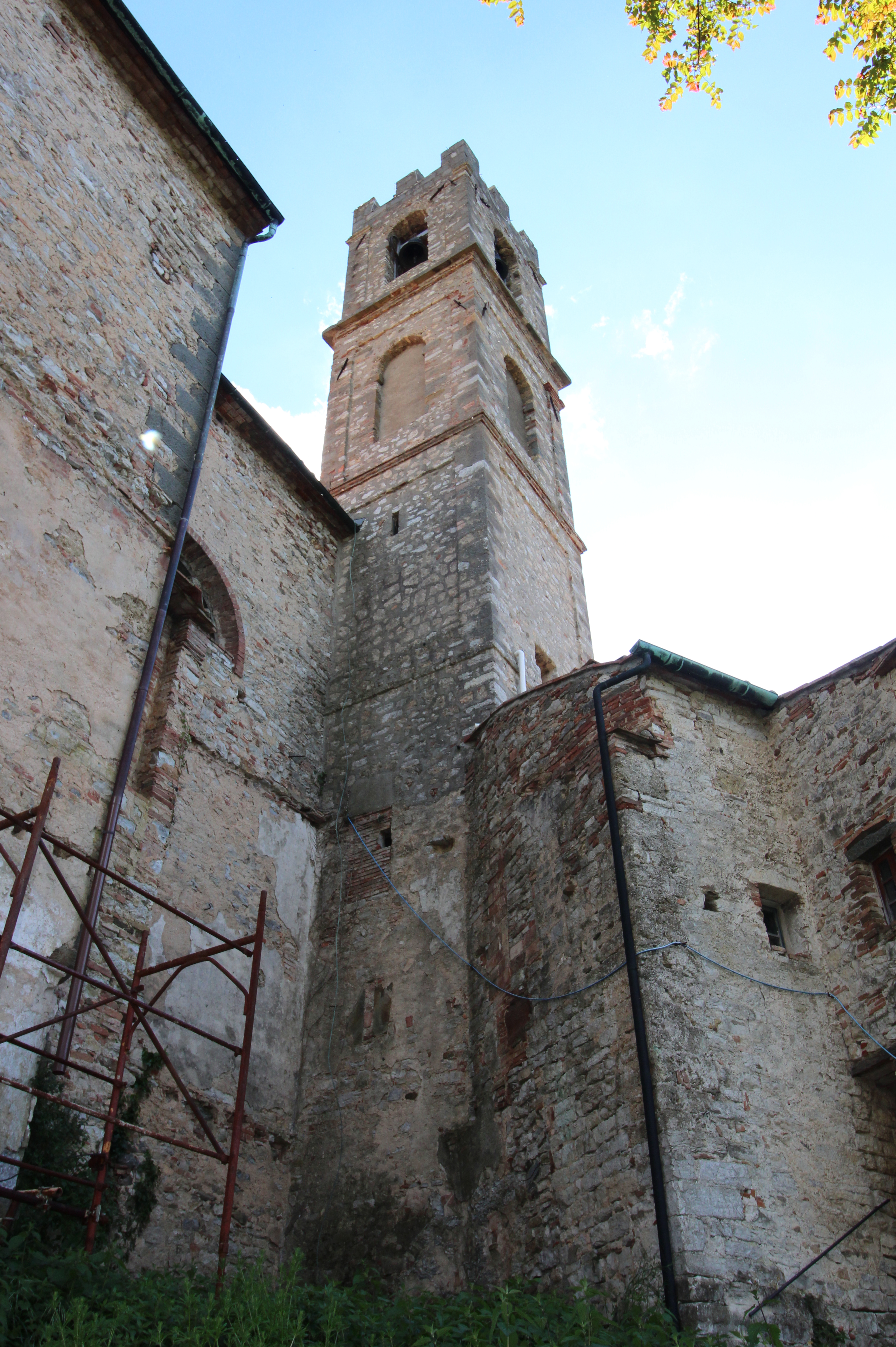
Campanile
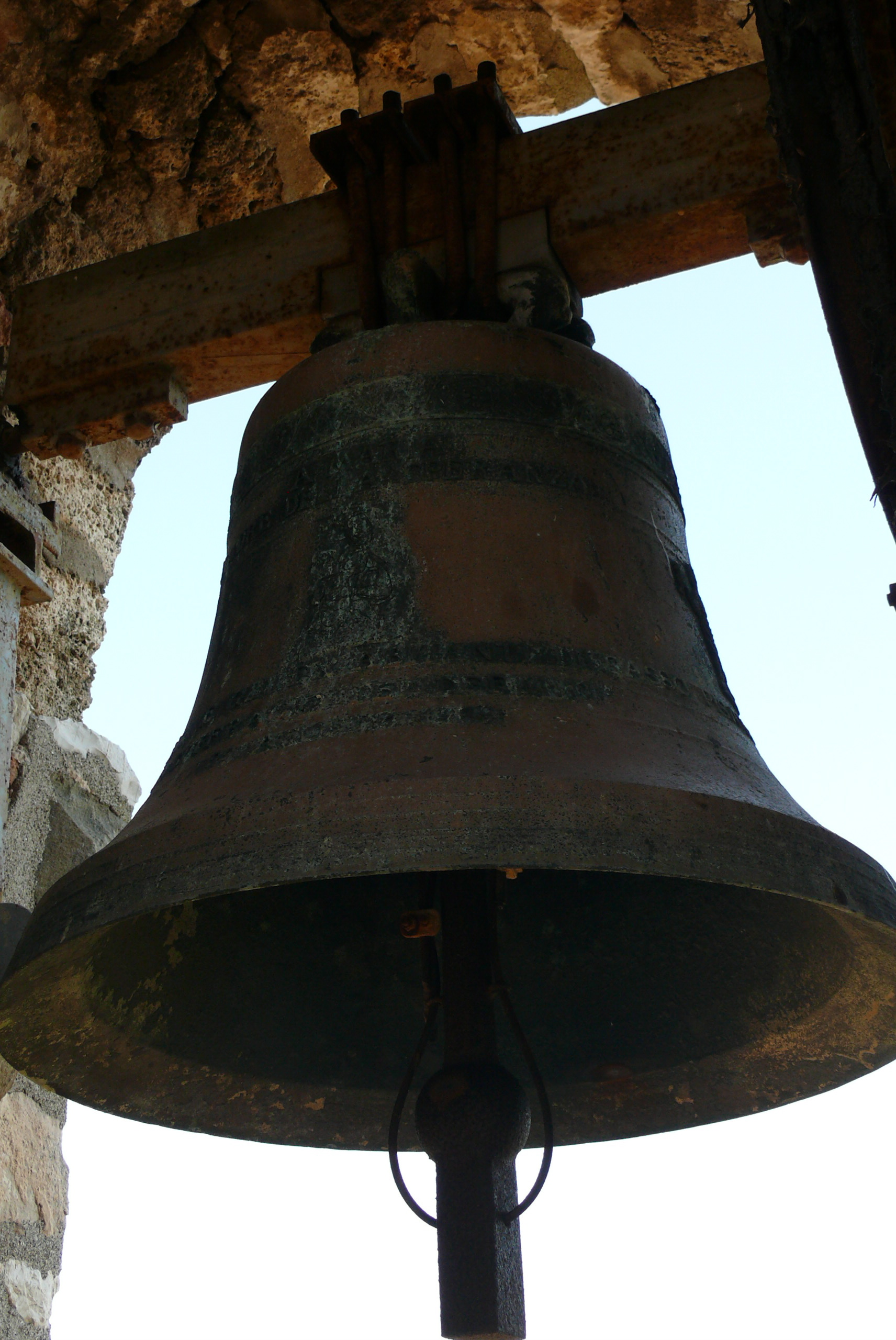
Campana